# ジョージ・T・ホワイトサイズ
ジョージ・トマス・ホワイトサイズ（英語: George Thomas Whitesides、1974年3月3日 - ）は、アメリカ合衆国の政治家、実業家。連邦下院議員（2025年就任、カリフォルニア州第27選挙区選出）。民主党所属。宇宙畑を歩み、アメリカ航空宇宙局 (NASA) 首席補佐官やヴァージン・ギャラクティックCEOなどを歴任した。
数十年にわたってヴァージン・ギャラクティックを率い、カリフォルニア州のモハーヴェ空港で商用宇宙船の開発にたずさわってきた。現在も同社顧問を務める。
ホワイトサイズの選挙区はロサンゼルス郡の北部にあたり、サンタクラリタ、パームデール、ランカスターなどの都市やサンフェルナンド・バレーの北東部が含まれる。